# Benny's Video
Benny's Video é um filme de drama austríaco de 1992 dirigido e escrito por Michael Haneke. Foi selecionado como representante da Áustria à edição do Oscar 1993, organizada pela Academia de Artes e Ciências Cinematográficas.

## Elenco
- Arno Frisch - Benny
- Angela Winkler - Anna
- Ulrich Mühe - Georg
- Stephanie Brehme - Evi
- Stefan Polasek - Ricci
- Ingrid Stassner - Mädchen
- Christian Pundy
- Max Berner
- Hanspeter Müller
- Shelley Kästner